# Cho Young-cheol
Cho Young-cheol (ur. 31 maja 1989 w Ulsan) – południowokoreański piłkarz występujący na pozycji pomocnika w katarskim klubie Qatar SC oraz w reprezentacji Korei Południowej. Został powołany do kadry na Puchar Azji 2015.